# 교토 중앙우편국

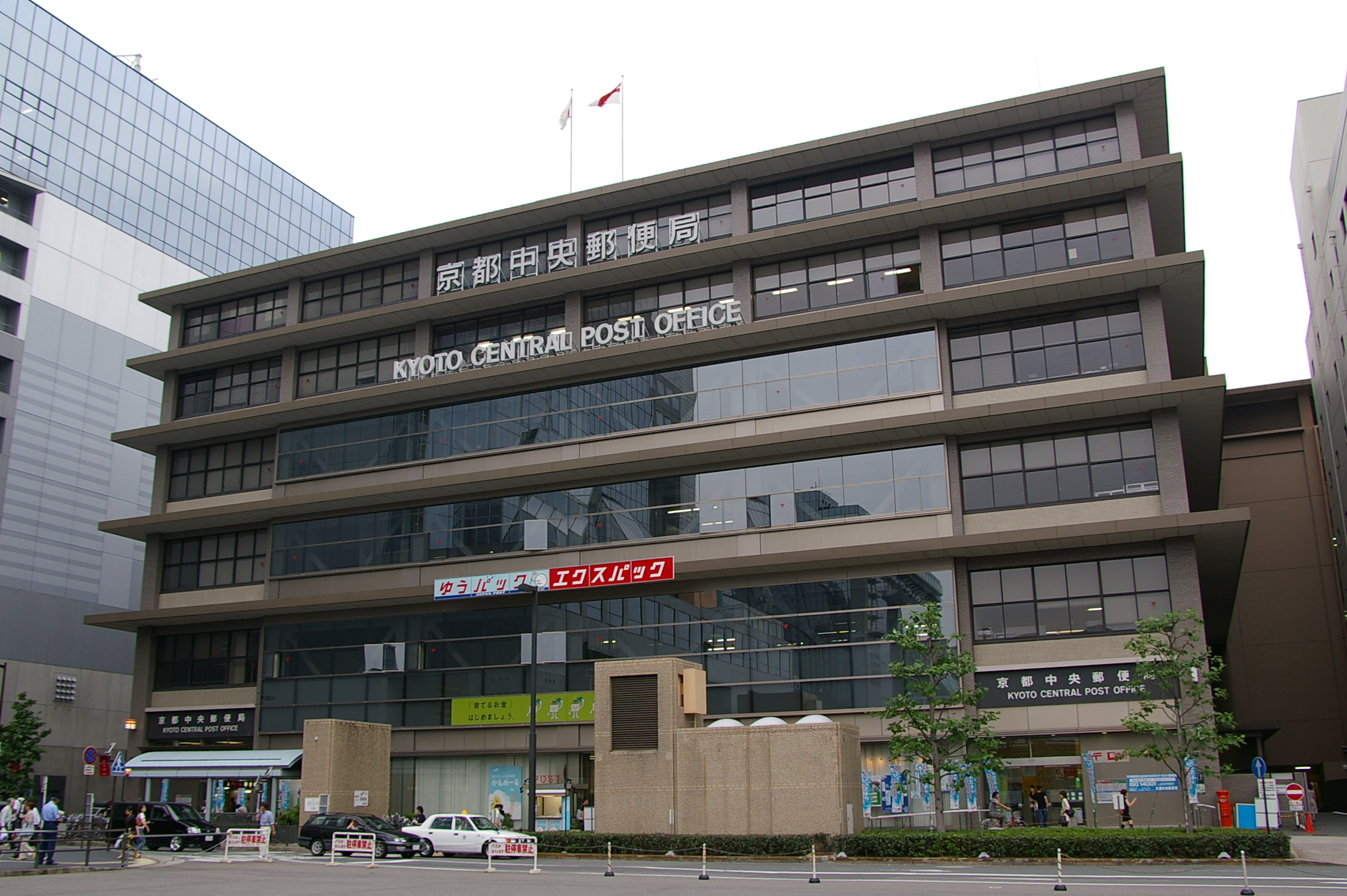
교토 중앙우편국

교토 중앙우편국(일본어: 京都中央郵便局 교토츄오유빈쿄쿠[*])는 교토부 교토시 시모교구에 위치한 우체국이다.